# 福田寺镇
福田寺镇，是中华人民共和国湖北省荆州市监利市下辖的一个乡镇级行政单位。

## 行政区划
福田寺镇下辖以下地区：
福田社区、付家社区、柳关社区、黄金村、文台村、薛庙村、付家村、老柘村、彭口村、项杨村、福田村、苏尹村、新茭村、茭牌村、任渊村、三湾村、十姓村、杜刘村、小河村、金鸡村、双红村、滩垸村、联化村、天成村、民生村、凡三村、四沿村、麻岭村、柳湖村和五七渔场。